# Luay Salah
Luay Salah Hassan (ur. 7 lutego 1982 r. w Bagdadzie) – iracki piłkarz, reprezentant kraju grający na pozycji napastnika.

## Kariera piłkarska
Przygodę z futbolem rozpoczął w 2002 w klubie Al Quwa Al Jawiya. W 2006 został zawodnikiem klubu Persepolis Teheran. Od 2007 do 2015 reprezentował barwy klubu Arbil FC.

## Kariera reprezentacyjna
Karierę reprezentacyjną rozpoczął w 2002. Uczestnik Pucharu Azji 2007 (mistrzostwo). W 2009 został powołany przez trenera Velibora Milutinovicia na Puchar Konfederacji 2009, gdzie Irak odpadł w fazie grupowej. W sumie w reprezentacji wystąpił w 23 spotkaniach i strzelił 4 bramki.